# Zápas na Letních olympijských hrách 2016 – muži, řecko-římský do 66 kg
Zápasy v řecko-římském (klasickém) stylu na Letních olympijských hrách v Riu v kategorii lehkých vah mužů proběhnou v hale Carioca Arena 2 v přilehlé části Ria de Janeira v Barra da Tijuca 16. srpna 2016.

## Finále
| finále           |                |
| ---------------- | -------------- |
| Davor Štefanek   | Davor Štefanek |
| Miran Arutjunjan | Davor Štefanek |

## Opravy / O bronz
Do oprav se dostali klasici, kteří během turnaje v pavouku prohráli svůj zápas s jedním ze dvou finalistů.
| opravy    | opravy            | o bronz         |                 |
| --------- | ----------------- | --------------- | --------------- |
| volný los | Tomohiro Inoue    | Tomohiro Inoue  | Šmagi Bolkvadze |
| volný los | Tomohiro Inoue    | Tomohiro Inoue  | Šmagi Bolkvadze |
|           | Frank Stäbler     | Tomohiro Inoue  | Šmagi Bolkvadze |
|           |                   | Šmagi Bolkvadze | Šmagi Bolkvadze |
| volný los | Adham Ahmed Saleh | Rju Han-su      | Rasul Čunajev   |
| volný los | Adham Ahmed Saleh | Rju Han-su      | Rasul Čunajev   |
|           | Rju Han-su        | Rju Han-su      | Rasul Čunajev   |
|           |                   | Rasul Čunajev   | Rasul Čunajev   |

## Pavouk
|   | 1/32              | 1/16               | čtvrtfinále      | semifinále       | finále           |
| - | ----------------- | ------------------ | ---------------- | ---------------- | ---------------- |
| A | volný los         | Frank Stäbler      | Frank Stäbler    | Davor Štefanek   | Davor Štefanek   |
| A | volný los         | Frank Stäbler      | Frank Stäbler    | Davor Štefanek   | Davor Štefanek   |
| A | volný los         | Edgaras Venckaitis | Frank Stäbler    | Davor Štefanek   | Davor Štefanek   |
| A | volný los         | Edgaras Venckaitis | Frank Stäbler    | Davor Štefanek   | Davor Štefanek   |
| A | volný los         | Tomohiro Inoue     | Davor Štefanek   | Davor Štefanek   | Davor Štefanek   |
| A | volný los         | Tomohiro Inoue     | Davor Štefanek   | Davor Štefanek   | Davor Štefanek   |
| A | volný los         | Davor Štefanek     | Davor Štefanek   | Davor Štefanek   | Davor Štefanek   |
| A | volný los         | Davor Štefanek     | Davor Štefanek   | Davor Štefanek   | Davor Štefanek   |
| B | volný los         | Tero Välimäk       | Šmagi Bolkvadze  | Šmagi Bolkvadze  | Davor Štefanek   |
| B | volný los         | Tero Välimäk       | Šmagi Bolkvadze  | Šmagi Bolkvadze  | Davor Štefanek   |
| B | volný los         | Šmagi Bolkvadze    | Šmagi Bolkvadze  | Šmagi Bolkvadze  | Davor Štefanek   |
| B | volný los         | Šmagi Bolkvadze    | Šmagi Bolkvadze  | Šmagi Bolkvadze  | Davor Štefanek   |
| B | volný los         | Omíd Novrúzí       | Omíd Novrúzí     | Šmagi Bolkvadze  | Davor Štefanek   |
| B | volný los         | Omíd Novrúzí       | Omíd Novrúzí     | Šmagi Bolkvadze  | Davor Štefanek   |
| B | volný los         | Wuileixis Rivas    | Omíd Novrúzí     | Šmagi Bolkvadze  | Davor Štefanek   |
| B | volný los         | Wuileixis Rivas    | Omíd Novrúzí     | Šmagi Bolkvadze  | Davor Štefanek   |
| C | volný los         | Rju Han-su         | Rju Han-su       | Miran Arutjunjan | Miran Arutjunjan |
| C | volný los         | Rju Han-su         | Rju Han-su       | Miran Arutjunjan | Miran Arutjunjan |
| C | volný los         | Tamás Lőrincz      | Rju Han-su       | Miran Arutjunjan | Miran Arutjunjan |
| C | volný los         | Tamás Lőrincz      | Rju Han-su       | Miran Arutjunjan | Miran Arutjunjan |
| C | volný los         | Miran Arutjunjan   | Miran Arutjunjan | Miran Arutjunjan | Miran Arutjunjan |
| C | volný los         | Miran Arutjunjan   | Miran Arutjunjan | Miran Arutjunjan | Miran Arutjunjan |
| C | volný los         | Adham Ahmed Saleh  | Miran Arutjunjan | Miran Arutjunjan | Miran Arutjunjan |
| C | volný los         | Adham Ahmed Saleh  | Miran Arutjunjan | Miran Arutjunjan | Miran Arutjunjan |
| D | volný los         | Ruslan Carev       | Tarik bin Isa    | Rasul Čunajev    | Miran Arutjunjan |
| D | volný los         | Ruslan Carev       | Tarik bin Isa    | Rasul Čunajev    | Miran Arutjunjan |
| D | volný los         | Tarik bin Isa      | Tarik bin Isa    | Rasul Čunajev    | Miran Arutjunjan |
| D | volný los         | Tarik bin Isa      | Tarik bin Isa    | Rasul Čunajev    | Miran Arutjunjan |
| D | Islambeka Albijev | Islambeka Albijev  | Rasul Čunajev    | Rasul Čunajev    | Miran Arutjunjan |
| D | Ion Panait        | Islambeka Albijev  | Rasul Čunajev    | Rasul Čunajev    | Miran Arutjunjan |
| D | Miguel Martínez   | Rasul Čunajev      | Rasul Čunajev    | Rasul Čunajev    | Miran Arutjunjan |
| D | Rasul Čunajev     | Rasul Čunajev      | Rasul Čunajev    | Rasul Čunajev    | Miran Arutjunjan |